# Đôi mắt người Sơn Tây
Mắt người Sơn Tây là một bài thơ của nhà thơ Quang Dũng, ra đời năm 1949. Đây là bài thơ tiêu biểu cho phong cách thơ ca Quang Dũng: lãng mạn, tràn tính nhạc, pha trộn với chất bi hùng trong hoàn cảnh thời chiến.

## Hoàn cảnh ra đời
Quang Dũng viết "Mắt người Sơn Tây" vào năm 1949 để tặng cho "người tình thơ" của ông, một kỹ nữ trước kháng chiến tên là Nhật, cô còn có mỹ danh khác là Akimi.
Theo hồi ký của nhạc sĩ Phạm Duy: "Khi cùng trung đoàn Tây Tiến đóng quân ở Hòa Bình, nhà thơ Quang Dũng có được nghỉ phép để về thăm gia đình. Trên đường về làng Phùng, anh đã tạt qua nơi có tên là kinh Đào ở gần chợ Đại, thăm người tình cũ tên là Nhật. Người tình này, còn có một mỹ danh nữa là Akimi, nàng có hàng cà phê trong vùng cách mạng mà ông thường hay ghé uống. Nàng chính là người đẹp Sơn Tây, nguồn cảm hứng dạt dào cho anh viết bài thơ "Mắt người Sơn Tây" nổi tiếng".
Về nhân vật chính trong bài thơ, vào thời điểm chiến tranh lan rộng, cô gái tên Nhật (Akimi) đã theo mẹ về thành và tới năm 1954, thì di cư vào Nam, sống ở Sài Gòn, một thời là kiều nữ của nhà hàng Tự Do, đến 1975 sang Mỹ định cư.

## Bố cục và nội dung
Bài thơ có 7 khổ thơ thì 5 khổ thơ đầu vẽ lên khung cảnh ở thời hiện tại với cảnh chiến tranh đau thương, với những câu thơ tả thực đau lòng. Giữa khung cảnh bi thương đó,  "nàng thơ" nhân vật chính xuất hiện với "Vầng trán em mang trời quê hương, Mắt em dìu dịu buồn Tây Phương".

Với tình cảm yêu quê hương như thế, hai khổ thơ cuối dẫn ra một mong ước ở thì tương lai khi viễn tưởng đồng quê trở lại khung cảnh yên bình, dẫu cho ngày đó vẫn còn xa: "Bao giờ trở lại đồng Bương Cấn/ Về núi Sài Sơn ngó lúa vàng/ Sông Đáy chậm nguồn qua Phủ Quốc/ Sáo diều khuya khoắt thổi đêm trăng. Bao giờ tôi gặp em lần nữa/ Chắc đã thanh bình rộn tiếng ca/ Đã hết sắc mùa chinh chiến cũ/ Còn có bao giờ em nhớ ta?".
Em ở thành Sơn chạy giặc về
Tôi từ chinh chiến cũng ra đi
Cách biệt bao ngày quê Bất Bạt
Chiều xanh không thấy bóng Ba Vì
Vừng trán em vương trời quê hương
Mắt em dìu dịu buồn Tây Phương
Tôi nhớ xứ Đoài mây trắng lắm
Em có bao giờ em nhớ thương?
Từ độ thu về hoang bóng giặc
Điêu tàn thôi lại nối điêu tàn
Đất đá ong khô nhiều ngấn lệ
Em có bao giờ lệ chứa chan
Mẹ tôi em có gặp đâu không
Những xác già nua ngập cánh đồng
Tôi nhớ một thằng con bé nhỏ
Bao nhiêu rồi xác trẻ trôi sông
Đôi mắt người Sơn Tây
U uẩn chiều lưu lạc
Buồn viễn xứ khôn khuây
Tôi gửi niềm nhớ thương
Em mang giùm tôi nhé
Ngày trở lại quê hương
Khúc hoàn ca rớm lệ
Bao giờ trở lại đồng Bương Cấn
Về núi Sài Sơn ngó lúa vàng
Sông Đáy chậm nguồn qua Phủ Quốc
Sáo diều khuya khoắt thổi đêm trăng
Bao giờ tôi gặp em lần nữa
Chắc đã thanh bình rộn tiếng ca
Đã hết sắc mùa chinh chiến cũ

Em có bao giờ em nhớ ta?

## Các tuyển tập đã phát hành
- Tuyển tập Quang Dũng, Trần Lê Văn tuyển chọn và giới thiệu, NXB Văn học, 2000
- Quang Dũng - tác phẩm chọn lọc, NXB Trẻ, 1988[6]
- Mùa thu 1970, Phạm Đình Chương phổ nhạc vào Bài hát "Đôi mắt người Sơn Tây"  dựa trên lời thơ của hai bài thơ Đôi bờ và Mắt người Sơn Tây của Quang.